# Epitaph für Philipp Senfft von Sulpurg

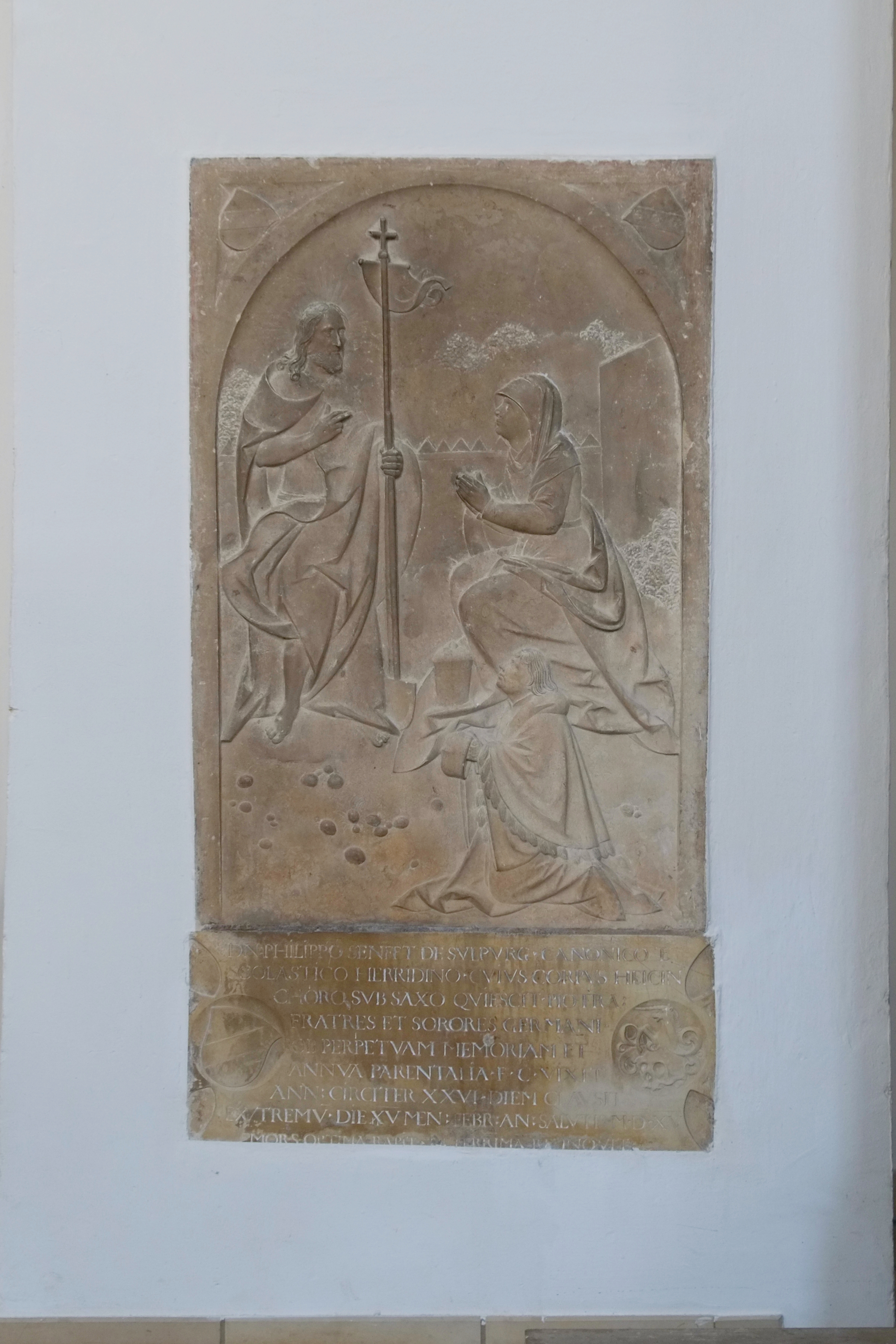
Epitaph für Philipp Senfft von Sulpurg in der Augustinuskirche in Schwäbisch Gmünd

Das Epitaph für Philipp Senfft von Sulpurg († 15. Februar 1515) befindet sich nahe der Kanzel an der südlichen Chorwand der Augustinuskirche in Schwäbisch Gmünd in Baden-Württemberg.
Philipp Senfft von Sulpurg war Kanoniker und Scholastiker aus Herrieden. Die Mutter des Toten ließ das Epitaph anfertigen. Das Flachrelief aus Solnhofener Plattenkalk ist 1,16 m hoch und 0,60 m breit. Es zeigt im Rundbogenfeld über dem Schriftblock, der sich am unteren Rand befindet, die Auslegung der Bibelstelle Johannes 20, 14–17. Der auferstandene Christus begegnet Maria Magdalena in einem Garten. Ihr Salbgefäß steht am Boden und sie kniet mit gefalteten Händen vor Christus. Dieser ist in einen Mantel gehüllt und hat die rechte Hand zum Segen erhoben. In der linken Hand hält er die Kreuzesfahne und einen Spaten. Unterhalb von Maria Madgalena kniet andächtig der Kanoniker Philipp Senfft von Sulpurg.